# 권현빈
권현빈(權玄彬, 1997년 3월 4일~)은 대한민국의 가수이자 배우이다. 2017년 10월 18일 노태현, 타카다 켄타, 김상균, 김용국, 김동한과 함께 보이 그룹 JBJ '정말 데뷔하기 좋은날' 쇼케이스로 데뷔했다. 2017년 MBC드라마 《보그맘》, SBS 및 넷플릭스 드라마 《비정규직아이돌》에 연기자로 출연했으며 2021년 MBC 사극 드라마 《옷소매 붉은 끝동》에 출연한다. 기타 출연 작품으로는 예능 《떠나보고서》, 《해요TV》, 《잘봐줘JBJ》, 《착하게살자》, 《두니아》, 《팔로우미》, 《캐시백》 등이 있다. 2019년8월19일 앨범 'DIMENSION'을 발표하며 솔로 아티스트로 데뷔했다. 딘딘 앨범 수록곡 'Bling Bling', Xydo(시도) 앨범 타이틀곡 'SnapShot'에 피쳐링으로 참가했다. 2020년3월4일 디지털싱글앨범 Moon&Butterfly를 발표했다 디싱의 타이틀 '달을 사랑해'는 YG의 이수현, 메킷레인(MKIT RAIN)의 BLOO가 피처링에 참여했으며 더블타이틀 '나비'는 그루블린의 RAVI가 피처링에 참여했다. 권현빈은 짠해 등이 수록된 첫앨범 《디멘션》의 전곡을 작곡 작사했으며 디싱 문앤버터플라이의 전곡 또한 작곡 작사 및 편곡에 모두 참여하여 아티스트로서의 면모를 과시했다. 감미로운 음색으로 반응이 좋았던 웹툰 여신강림의 OST Letter도 권현빈이 직접 작사 작곡했다.

## 학력
- 압구정중학교(졸업)
- 압구정고등학교(졸업)
- 서경대학교(재학)

## 앨범
- 달을 사랑해 (자작곡)
- 나비 (자작곡)
- 소녀의 세계 OST '너의 편' (자작곡)
- 카페 킬리만자로 OST '일출' '레오파드' (자작곡)
- '도깨비방망이' (자작곡)
- '짠해' (자작곡)
- '나쁜말' (자작곡)
- '애틋해' (자작곡)
- 연놈 OST '알면서 또 그래'
- 여신강림 OST 'LETTER' (자작곡)

## 출연 작품

### 드라마
- MBC 드라마 《보그맘》(2017.09.15~12.01) - 권현빈 역
- SBS, 넷플릭스 드라마 《비정규직 아이돌》 (2017) - 권현빈 역
- tvN 웹드라마 《소녀의 세계》 (2020.04.22) - 정우경 역
- JTBC 《놓지마 정신줄》 (2020.08 ~ 09) - 기영상도 역
- OTT 드라마 《썸머가이즈》 (2021.03) - 박광복 역
- MBC 드라마 《옷소매 붉은 끝동》 (2021~2022) - 정백익 역
- tvND 웹드라마 《소녀의 세계 시즌 2》 (2021.12.29 ~ 2022.01.14) - 정우경 역
- tvN 드라마 《판도라: 조작된 낙원》 (2023.03.11 ~ ) - 차필승 / 백오 / 문하준 역
- 라이프타임 드라마 《사랑의 안단테》 (2024.08.07 ~ ) - 임주형 역

### 영화
- 《트웬티 해커》 (2021년) - 주연 (박재민 역)

### 예능
- Mnet 《PRODUCE 101 시즌 2》(2017.04.07~06.09)
- IMBC 《해요TV》(2017) - 고정 출연
- On Style, Olive 《떠나보고서》(2017.08.08) - 고정 출연
- Mnet 《잘봐줘 JBJ》(2017) - 고정 출연
- TVN 예능 《SNL 코리아9 3분친구》(2017.10.28)
- MBC 예능 《라디오스타》(549회)
- JTBC 예능 《워너비》
- JTBC 《착하게 살자》(2018.01.19) - 고정 출연
- MBC 《두니아 처음 만난 세계》(2018.06.03) - 고정 출연
- tvN 《tvN Shift》(2018) - 고정 출연
- MBC 라디오 《별이 빛나는 밤에》(2019.10.8~2020.05.11) - 고정 출연
- JTBC 《해볼라고》(2019.02.01) - 고정 출연
- MBC 《미스터리 음악쇼 복면가왕》- 참가자
- M.net 예능 《TMI 뉴스》(14회)
- FashionN 《팔로우미12》(2019.12.04)
- JTBC 방문판매단(2020.03.24)
- M.net 예능 《TMI 뉴스》(47회)
- M.net 예능 《TMI 뉴스》(49회)
- M.net 예능 《TMI 뉴스》(52회)
- TVN 예능 《캐시백》 (1회, 2회)